# Château de Calvières (Vézénobres)
Pour les articles homonymes, voir Château de Calvières.
Le château de Calvières est un château commencé avant 1690, puis entre 1746 et 1755 situé à Vézénobres, dans le Gard.

## Historique

### Les barons de Vézénobres

#### Des de Montfaucon aux de Faÿ
- Claude de Montfaucon (†mars 1490), seigneur d'Anglars et bailli de Montferrand, reçoit de son frère Guillaume II de Montfaucon, en 1485, les seigneuries de Vézénobres, Deaux, Martignargue, Saint-Étienne-d'Olm, Brouzet, Navacelles, Salindres, Les Plans et Saint-Privat-des-Vieux. Il achète aussi une partie de la baronnie d'Alais. Il s'est marié en 1469 avec Anne d'Ussel, fille de Georges d'Ussel, seigneur d'Anglars. Claude de Montfaucon a été sénéchal de Carcassonne et chambellan de Charles VIII.
  - Pierre de Montfaucon, baron de Vézénobres à la mort de son père, en 1490. Il est tué à la bataille de Novare, en 1513.
  - Françoise de Montfaucon, fiancée en février 1490, mariée en avril, après la mort de son père, avec Antoine de Lestrange (1450- ), baron de Lestrange, coseigneur de Saint-Amans en Limousin, seigneur du mandement de Bologne en Vivarais. Après la mort de son frère, en 1513, elle devient seigneuresse de Vézénobres. En 1513, elle est veuve. Elle choisit de se remarier en 1514 avec Pons de Joannas qui exigea dans son contrat de mariage que tous les biens de sa femme aillent aux enfants qu'ils auraient :
    - Louis de Lestrange (†novembre 1562), baron de Lestrange, vicomte de Chaylane, Panetier et échanson de François Ier, François II et Charles IX, s'est marié en 1527 avec Marie de Langeac (1508-1588). En janvier 1531, Françoise de Montfaucon a fait de son fils l'héritier de tous ses biens,
      - Jean de Lestrange
      - Claude de Lestrange marié en 1558 à Catherine de Chabannes Curton, fille de Joachim de Chabannes (1499-1559), baron de Curton, et de Catherine Claude de La Rochefoucauld (1513-1545)
        - Marie de Lestrange mariée en 1579 à René de Hautefort

      - François de Lestrange, évêque d'Alet, en 1554-1564,
      - Suzanne de Lestrange, mariée en premières noces avec Antoine de Vogüé, seigneur de Rochecolombe, en secondes noces, en 1558, avec Jean de Montcalm, docteur en droit, juge-mage, lieutenant général de la sénéchaussée de Nîmes.

    - Alix de Lestrange
    - Jeanne de Joannas (1515- ) est mariée en 1528 avec Jean de Labaume (†1533) en lui donnant comme dot la seigneurie de Vézénobres. Mais Jeanne de Joannas lègue la seigneurie de Vézénobres à sa mère, Françoise de Montfaucon, avant sa mort, en 1557.
      - Françoise de Labaume (†après novembre 1586) mariée, en 1540, à Antoine du Faÿ, sieur de Peyraud, gouverneur de Montpellier. Françoise de Montfaucon donne la seigneurie de Vézénobres à sa petite-fille.
        - Jean de Faÿ (†après novembre 1626), seigneur de Peyraud et de Joannas, baron de Vézénobres, sénéchal de Beaucaire, gouverneur de Haute-Bresse, marié en 1576 avec Marie de Montmorency, fille naturelle d'Henri Ier de Montmorency et de Charlotte des Essarts.
        - Marie de Faÿ mariée à Fulcrand de Roquefeuil, baron de la Roquette

  - Jeanne de Montfaucon, mariée en 1499 avec Louis de la Croix, baron de Castries
  - Anne de Montfaucon, mariée en 1502 avec François de Rollat, sieur de Boucheron,
  - Louise de Montfaucon, mariée en 1503 avec Jean de Valabrix, sieur de Faugière,
  - Antoinette de Montfaucon, mariée en 1503 avec le sieur de Chanairac.

Françoise de Montfaucon a donné la seigneurie de Vézénobres à son fils, Louis de Lestrange, et à sa petite-fille, Françoise de Labaume. Il va s'ensuivre un long procès sur la propriété de la seigneurie de Vézénobres. Louis de Lestrange appuie ses droits sur les substitutions prévues dans le testament de Claude de Montfaucon. Chacun des parties s'est allié à une famille puissance. Les de Faÿ sont alliés aux Montmorency, les Lestrange aux Chabannes. Henri IV, à la demande de Montmorency, demande aux juges de clore le procès. Le jugement de 1602 ne convenant pas aux parties, ils transigent le 1er juin 1604. La famille de Lestrange-Hautefort abandonne leurs droits sur la baronnie de Vézénobres moyennant le paiement de 18 900 livres à Marie de Lestrange.

#### Des de Faÿ aux de Calvière, puis aux de Pierre de Bernis Calvière
- Henri de Faÿ, fils de Jean de Faÿ, seigneur de Peyraud, baron de Vézénobres, sénéchal de Beaucaire et Nîmes, maréchal des camps et armées du roi, marié en premières noces, en 1607, à Jeanne Chambon de Saint-Christol dont il a eu plusieurs enfants, en secondes noces, Marguerite de Lafare, veuve, sans postérité. Il a participé à la révolte de Gaston d'Orléans et d'Henri II de Montmorency contre le cardinal de Richelieu. Il est tué à Leucate, en 1639, à côté d'Annibal de Montmorency, fils naturel d'Henri Ier de Montmorency :
  - Jules César de Faÿ de Peyraud, seigneur de Navacelles, marié en 1680 à Jeanne Marie de Muas,
    - Jeanne-Marie de Faÿ[2].

  - Alexandre de Faÿ, chevalier de Malte,
  - Gédéon de Faÿ,
  - Henri II de Faÿ (†1677), marquis de Peyraud, marié à Spirite de Latude,
  - Madeleine de Faÿ, faite héritière de la seigneurie de Vézénobres par son père Henri de Faÿ, mariée à Abel-Antoine de Calvière, fils de Guillaume de Calvière (1547-1632), seigneur de Boucoiran[3].  
    - Isabelle de Calvière de Leuga de Boucoiran mariée en 1655 à Jean-Baptiste d'Urre (†1689), marquis de Montanègre, lieutenant général de Languedoc

  - Louis de Calvière, seigneur de Boucoiron, frère d'Abel-Antoine de Calvière, marié à Anne Thierry. 
    - Abel-Antoine de Calvière (1652- ), deuxième du nom, fils de Louis de Calvière, baron de Boucoiran, hérite de la seigneurie de Vénézobres en 1690 de Madeleine du Faÿ sans descendance après la mort de sa fille et de son gendre. Il se marie en 1671 avec Jeanne Isabeau Gabrielle de Segla de Ribaute, fille du baron du Cheylar, dont il a eu plusieurs enfants. :
      - Joseph de Calvière, tué à Turin, le 7 septembre 1706,
      - Henri de Calvière, tué à Turin,
      - Jean de Calvière, né en 1683, tué à Dettingen en 1743,
      - Joseph de Calvière, dit l'abbé de Boucoiran, nommé abbé d'Auxerre en 1743,
      - Marie-Anne de Calvière, mariée en 1702 à Joseph de Roux, seigneur de Navacelles,
        - Jean-Louis de Roux de Navacelles, viguier d’Avignon.

      - La seigneurie passe ensuite à leur fils Alphonse de Clavière (vers 1682-1735), baron de Boucoiran, marié en 1716 avec Françoise Olympe de Durand de Pontaujards
        - Françoise Olympe de Calvière, dame de Boucoiran et de Vézénobres, mariée, en novembre 1733, à son cousin au 5e degré Charles-François de Calvière (1693-1777), marquis de Calvière. François Olympe de Calvière meurt à la fin 1757 et a légué l'usufruit de tous ses biens à son mari.
          - Charles Joseph de Calvière ( -1805), marié en 1770 à Élisabeth Agathe Marianne de Valette (1751- )
            - Jacques-Alexis de Calvière de Vézenobres (1777-1844), marié avec Pulchérie Cécile de Guignard de Saint-Priest, fille de François-Emmanuel Guignard de Saint-Priest (1735-1821)
              - Charles de Calvière Vézénobres (1816-1878)

            - Alix Marie Geneviève de Calvière (1789-1848), mariée à René de Pierre de Bernis (1780-1838), député du Gard (1815-1816), puis de Lozère (1820-1827).

          - Marie-Éléonore-Olympe de Calvière mariée en 1757 avec Jacques Marcelin Denis de Bérard, vicomte d'Alais

N'ayant pas de descendant mâle, le dernier marquis de Calvière a légué le château à son neveu par alliance, fils d'Alix de Calvière et de René de Pierre de Bernis à condition d'ajouter Calvière à son nom.

### Le château
Le château-haut de Vézénobres est détruit en juillet 1628 par le duc de Rohan quand il l'attaque pendant sa révolte de 1628. 
Un second château est alors construit à côté de l'ancien prieuré bénédictin Saint-André, en ruines. Ce château-bas est cité pour la première fois dans le contrat de mariage de Madeleine de Fay de Peyraud, et dans le compoids de Vénézobres en 1690 qui fait état d'une galerie avec trois arcades au niveau de l'étage noble. Un escalier en fer à cheval permettait d'accéder depuis la cour à l'étage noble. Deux ailes au niveau de l'étage noble se prolongeaient par des terrasses. Un mur simple fermait la cour avec deux tours de flanquement rondes décoratives.
Alphonse de Clavière doit faire des travaux au château car les consuls de Vézénobres interviennent en 1718 sur les impiétements du château sur la voie publique et la réutilisation des ruines du prieuré. On doit en avoir des traces avec le monogramme A.C. sur les fers forgés des balcons et des grilles. Le maître d'œuvre est peut-être Guillaume Rollin (1685-1761), architecte d'Alès, dont la participation n'est attestée que pour les travaux de Charles-François de Calvière.
Les travaux du château se poursuivent pour Charles-François, marquis de Calvière (1693-1777), lieutenant général des armées du roi, marié en 1733 avec Françoise Olympe de Calvière, fille d'Alphonse de Calvière, dame de Boucoiran et de Vézénobres, ami d'Esprit Calvet.
Le château a été modifié entre 1746 et 1755 par l'architecte Guillaume Rollin, architecte de la province de Languedoc, sur les terres lui venant de sa femme, au milieu d'un parc. C'est un des rares châteaux de style Louis XV dans le Languedoc. Quand le marquis de Calvière quitte le service du roi et revient en Provence, il a alors décidé de s'installer dans ce château où il a rassemblé sa collection d'œuvres d'art qui a été vendue par son fils pour payer les dettes. 
L'architecte a réaménagé le jardin en intégrant le réservoir qui se trouve de l'autre côté du chemin public. Il crée le pavillon de l'abbé de Boucoiran, l'oncle d'Olympe de Calvière, avec son jardin.
Les travaux sur le château et son jardin reprennent avec Jacques-Alexis de Calvière assisté de sa femme. De son séjour en Angleterre pendant quelques mois au début de la Révolution il avait ramené la conception des parcs anglais. Il fait aménagé en parc la terre de la Condamine. Ayant fait un voyage avec son épouse en Italie, ils se sont enthousiasmés pour les villas italiennes et ont fait transformer le loggia du XVIIe siècle en un portique à la manière palladienne.
Divers bâtiments annexes sont construits : un petit théâtre en 1829, une chapelle en 1840, la clôture de l'avant-cour et l'aménagement du grand bassin en 1843.
Le jardin est remodelé dans les années 1850 avec une modification du chemin public pour pouvoir le franchir par un pont.

## Protection
Le château a été inscrit au titre des monuments historiques le 20 février 1947.